# Cherkovna Point
Der Cherkovna Point (englisch; bulgarisch нос Черковна nos Tscherkowna) ist eine 1,7 km lange Landspitze an der Graham-Küste des Grahamlands auf der Antarktischen Halbinsel. Sie liegt 11,1 km südöstlich des Vorweg Point, 10,2 km südlich des Duyvis Point und 6,2 km nordwestlich des Gipfels des Mezzo Buttress, dessen Ausläufer sie ist, am Kopfende der Barilari-Bucht. 
Britische Wissenschaftler kartierten sie 1971. Die bulgarische Kommission für Antarktische Geographische Namen benannte sie 2015 nach der Ortschaft Tscherkowna im Nordosten Bulgariens.